# Arctotidinae
Arctotidinae (Cass.) Dumort. (1829) è una sottotribù di piante angiosperme dicotiledoni appartenenti alla famiglia delle Asteraceae.

## Etimologia
Il nome di questa sottotribù deriva da un suo genere (Arctotis L., 1753) che a sua volta deriva da due parole greche:  "Arktos" (= orso), e "Otis" (=orecchio); è forse un riferimento alla forma delle scaglie del pappo.
Il nome scientifico della sottotribù è stato definito per la prima volta dal conte Alexandre Henri Gabriel de Cassini (1781–1832), botanico e naturalista francese, perfezionato poi dal botanico, naturalista e politico belga Barthélemy Charles Joseph Dumortier (Tournai, 3 aprile 1797 - 9 giugno 1878) nella pubblicazione Analyse des Familles de Plantes 32 del 1829.

## Descrizione

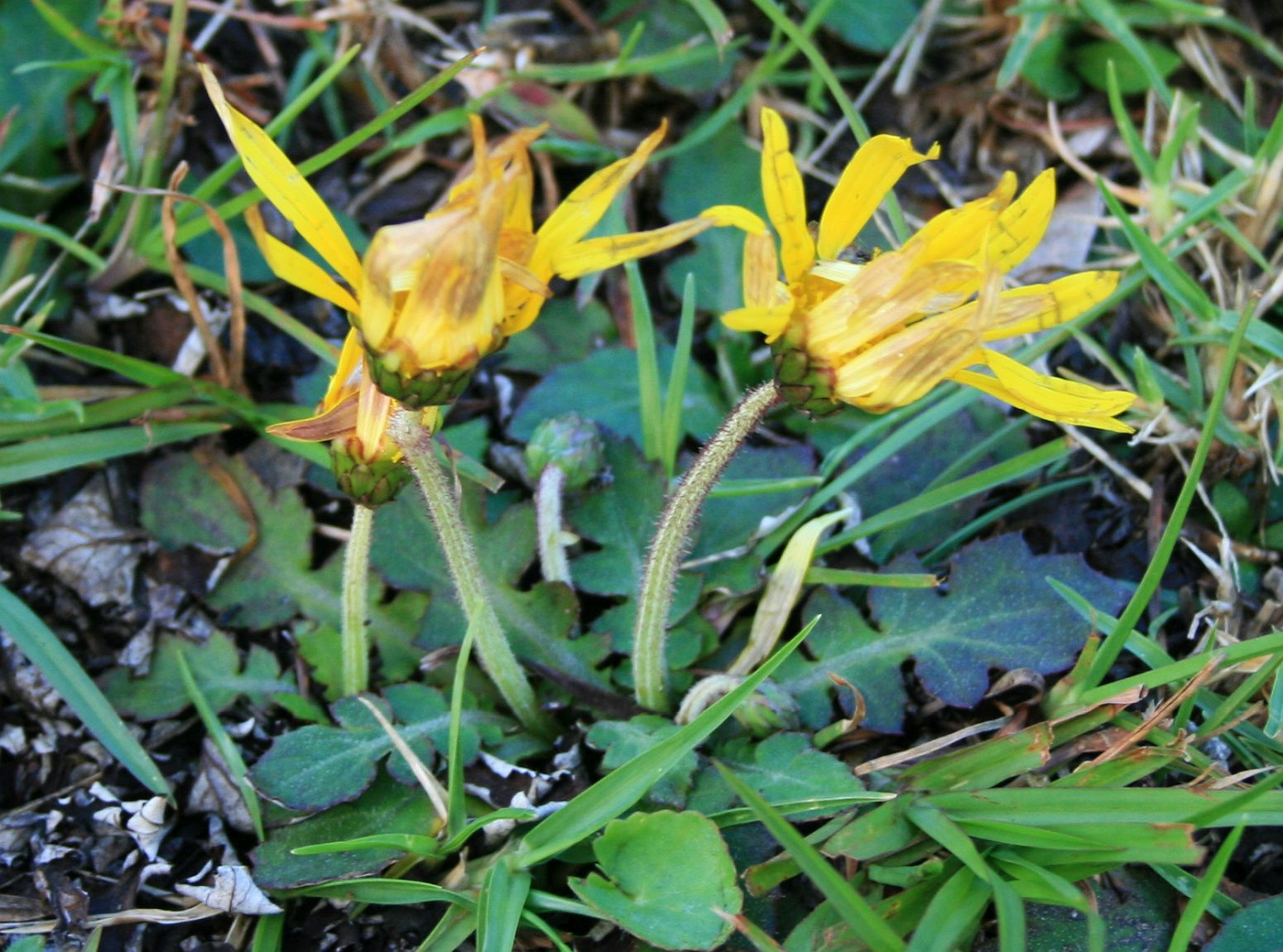
Il portamento
Arctotheca prostrata

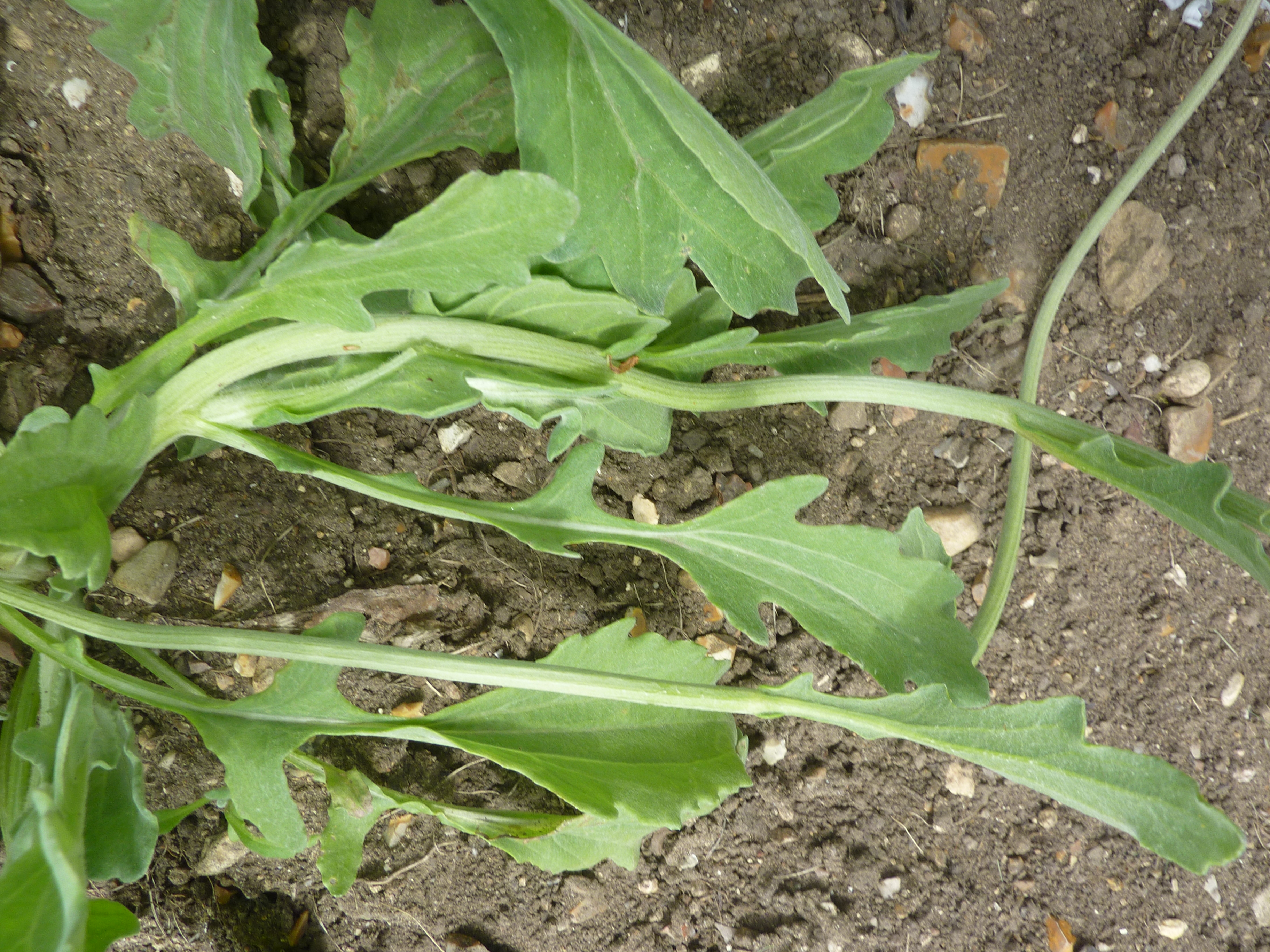
Le foglie
Arctotis grandis

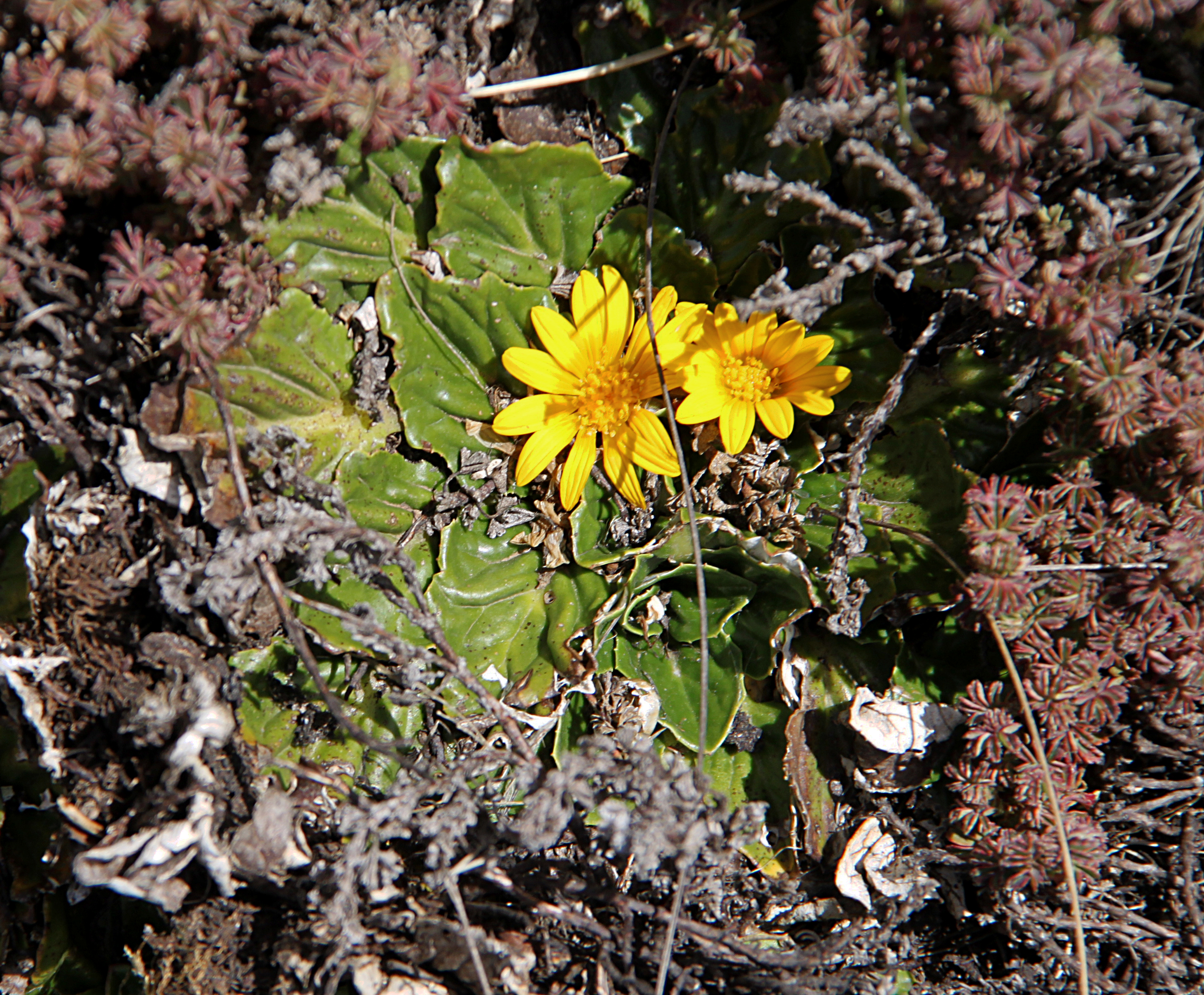
Infiorescenza
Haplocarpha rueppelii

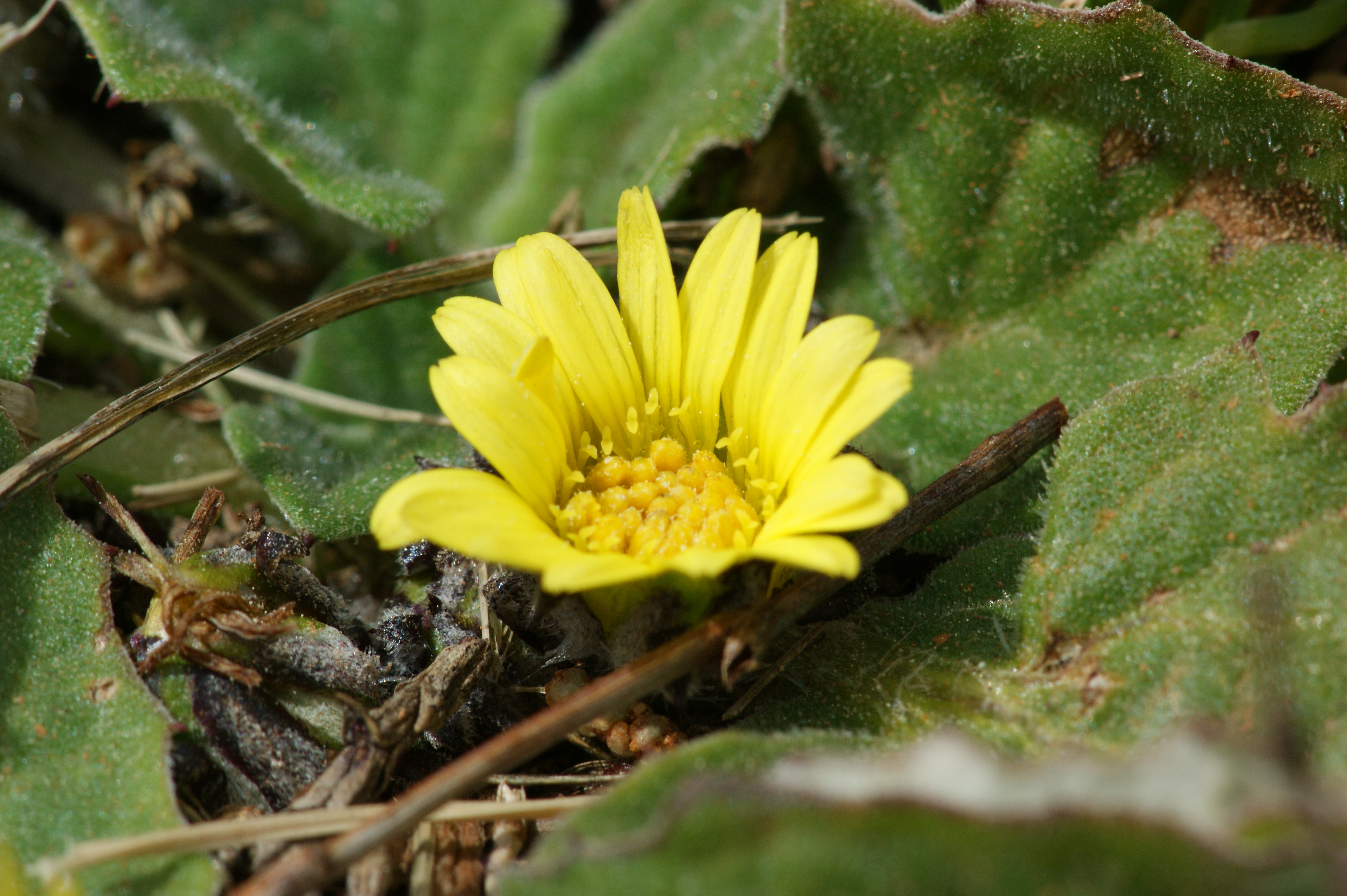
I fiori
Cymbonotus lawsonianus

Le piante di questa sottotribù sono delle erbe o arbusti senza latice. Gli scapi sono lanosi e in alcune specie sono presenti dei peli rossastri.
Le foglie lungo il caule hanno una disposizione alternata; la forma è intera o lobata (fino a pennatosetta) normalmente provviste di peli lanosi; non sono spinose
Le infiorescenze sono composte da capolini per lo più singoli, peduncolati o scaposi, sessili in Dymondia.  I capolini di tipo radiato, sono formati da un involucro a forma più o meno cilindrica composto da brattee (o squame) disposte su più serie all'interno delle quali un ricettacolo fa da base ai fiori tubulosi (quelli centrali o del disco) e ligulati (quelli periferici). Le brattee sono libere, quelle esterne hanno degli apici a consistenza fogliacea, quelle interne hanno delle forme ottuse con apici scariosi. Il ricettacolo è piatto o convesso e può essere provvisto di pagliette oppure no.
I fiori sono tetra-ciclici (ossia sono presenti 4 verticilli: calice – corolla – androceo – gineceo) e pentameri (ogni verticillo ha 5 elementi). I fiori del raggio sono femminili (talvolta sono presenti degli staminoidi); quelli centrali (del disco) sono maschili o ermafroditi e fertili.
- Formula fiorale:

*/x K {\displaystyle \infty }, [C (5), A (5)], G 2 (infero), achenio
Calice: i sepali del calice sono ridotti ad una coroncina di squame.
Corolla: le corolle dei fiori in genere sono corte. Quelle dei fiori periferici sono raggianti a forma ligulata (zigomorfi) terminati con tre lobi. I fiori centrali, quelli del disco, sono tubulosi (attinomorfi) con delle corolle che terminano con 5 lobi poco profondi.
Androceo: gli stami sono 5 con filamenti liberi e distinti, mentre le antere sono saldate in un manicotto (o tubo) circondante lo stilo. Le appendici apicali delle antere sono brevi e arrotondate (o ottuse). Le teche sono speronate ma senza coda. Le pareti dell'endotecio sono radiali.
Gineceo: lo stilo è filiforme, mentre gli stigmi dello stilo sono due divergenti. L'ovario è infero uniloculare formato da 2 carpelli. Lo stilo è ingrossato all'apice e con peli concentrati in un anello appena sotto la biforcazione stigmatica.
Il frutto è un achenio con un pappo. Gli acheni hanno delle forme dorsoventralmente asimmetriche, sono costoluti e a volte alati; il pericarpo può avere una subepidermide sclerificata. Il pappo è formato da squame disposte su una o due serie, raramente è coroniforme o assente.

## Biologia
- Impollinazione: l'impollinazione avviene tramite insetti (impollinazione entomogama tramite farfalle diurne e notturne).
- Riproduzione: la fecondazione avviene fondamentalmente tramite l'impollinazione dei fiori (vedi sopra).
- Dispersione: i semi (gli acheni) cadendo a terra sono successivamente dispersi soprattutto da insetti tipo formiche (disseminazione mirmecoria). In questo tipo di piante avviene anche un altro tipo di dispersione: zoocoria. Infatti le brattee dell'involucro possono agganciarsi ai peli degli animali di passaggio disperdendo così anche su lunghe distanze i semi della pianta.

## Distribuzione e habitat
La distribuzione della sottotribù è relativa soprattutto all'Africa meridionale, ma alcune specie si trovano anche in Australia (come ad esempio la specie Arctotis maidenii Beauverd e due specie endemiche del genere Cymbonotus). Le varie ipotesi filogenetiche indicano che la sottotribù potrebbe avere avuto origine nelle zone temperate del sud e dell'est dell'Africa.

## Tassonomia
La famiglia di appartenenza di questa voce (Asteraceae o Compositae, nomen conservandum) probabilmente originaria del Sud America, è la più numerosa del mondo vegetale, comprende oltre 23.000 specie distribuite su 1.535 generi, oppure 22.750 specie e 1.530 generi secondo altre fonti (una delle checklist più aggiornata elenca fino a 1.679 generi). La famiglia attualmente (2021) è divisa in 16 sottofamiglie.

### Filogenesi

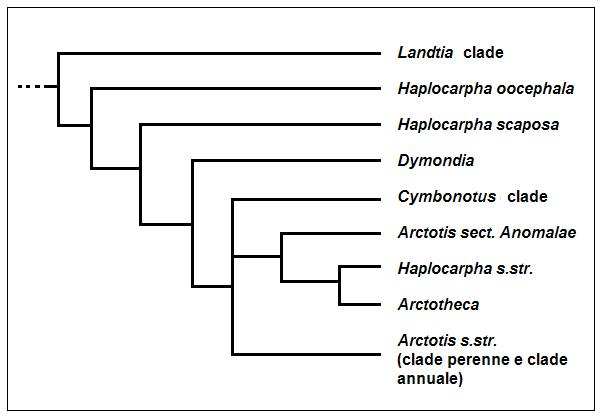
Cladogramma della sottotribù Arctotidinae

Le piante di questa voce appartengono alla tribù Arctotideae della sottofamiglia Vernonioideae. Questa assegnazione è stata fatta solo ultimamente in base ad analisi di tipo filogenetico sul DNA delle piante. Precedenti classificazioni descrivevano queste piante nella sottofamiglia Cichorioideae.
Questo gruppo è monofiletico. La monofilia è supportata oltre che da studi sul DNA anche da specifici dati morfologici, tra i quali:
- le appendici apicali delle antere sono corte, soffici e rugose;
- le pareti dell'endotecio sono radiali;
- i lobi delle corolle dei fiori del disco sono molto meno evidenti degli altri taxa vicini alla sottotribù.

La struttura filogenetica e quindi la tassonomia di questa sottotribù non è ancora ben definita. Dagli ultimi studi filogenetici basati su varie sequenze molecolari la sottotribù risulta risolta in nove lignaggi o cladi monofiletici. Dal cladogramma (semplificato e tratto da uno di questi ultimi studi) si vede come alcuni gruppi quali Arctotis e Haplocarpha rimangono ancora parafiletici. Il clade Landtia comprende tre specie ora descritte all'interno del genere Haplocarpha (due delle quali erano incluse nel genere Landtia ora sinonimo di Haplocarpha). Queste considerazioni sono supportate anche da altri precedenti studi basati sull'analisi di tipo cladistico delle sequenze del DNA di alcune regioni dei cloroplasti.
Il numero cromosomico delle specie di questo gruppo è: 2n = 10, 12 e 18.

### Composizione della sottotribù
In questo gruppo sono compresi 5 generi e 85 specie:
| Genere                  | N. specie                                 | Distribuzione               |
| ----------------------- | ----------------------------------------- | --------------------------- |
| Arctotheca Vaill., 1922 | 5 spp.                                    | Sudafrica e Mozambico       |
| Arctotis L., 1753       | 67 spp.                                   | Sudafrica, Namibia e Angola |
| Cymbonotus Cass., 1825  | 3 spp.                                    | Australia (del sud)         |
| Dymondia Compton, 1953  | Una specie: (Dymondia margaretae Compton) | Sudafrica                   |
| Haplocarpha Less., 1831 | 9 spp.                                    | Africa (orientale)          |

### Chiave analitica
Per meglio comprendere ed individuare i vari generi l'elenco seguente utilizza in parte il sistema delle chiavi analitiche (vengono cioè indicate solamente quelle caratteristiche utili a distingue un genere dall'altro).
- 1A: i fiori del raggio sono neutri (né maschili, né femminili);

Arctotheca.
- 1B: i fiori del raggio sono femminili;
- 2A: l'habitus è simile ad un cuscinetto compatto; i capolini sono sessili;

Dymondia.
- 2B: l'habitus non è simile ad un cuscinetto compatto; i capolini sono peduncolati o scaposi;
  - 3A: i capolini sono ampi circa 10 mm; i lobi dei fiori del disco sono percorsi in modo discontinuo da venature; la distribuzione è relativa al Sudafrica;

Cymbonotus.
- 3B: i capolini sono molto più ampi di 10 mm; le venature dei lobi dei fiori del disco sono continue; la distribuzione è relativa all'Africa;

Arctotis: i bordi delle foglie non sono dentate con evidenza; la superficie degli acheni è fortemente costata e spesso sono presenti delle concavità tra le dorsali delle coste.
Haplocarpha:  i bordi delle foglie sono dentate con evidenza e con ampi denti; la superficie degli acheni è percorsa da sottili coste senza concavità.

### Flora spontanea italiana
Sul territorio italiano, di questo gruppo, è presente la seguente entità:
- Arctotheca calendula (L.) Levyns - Fiorrancio invasivo del Capo: l'altezza massima della pianta è di 2 - 4 dm; il ciclo biologico è annuo; la forma biologica è terofita scaposa (T scap); il tipo corologico è Sud Africano; l'habitat tipico sono gli ambienti antropizzati, gli incolti aridi; in Italia è una specie invasiva e si trova al Sud fino ad una quota di 600 m s.l.m..

## Alcune specie

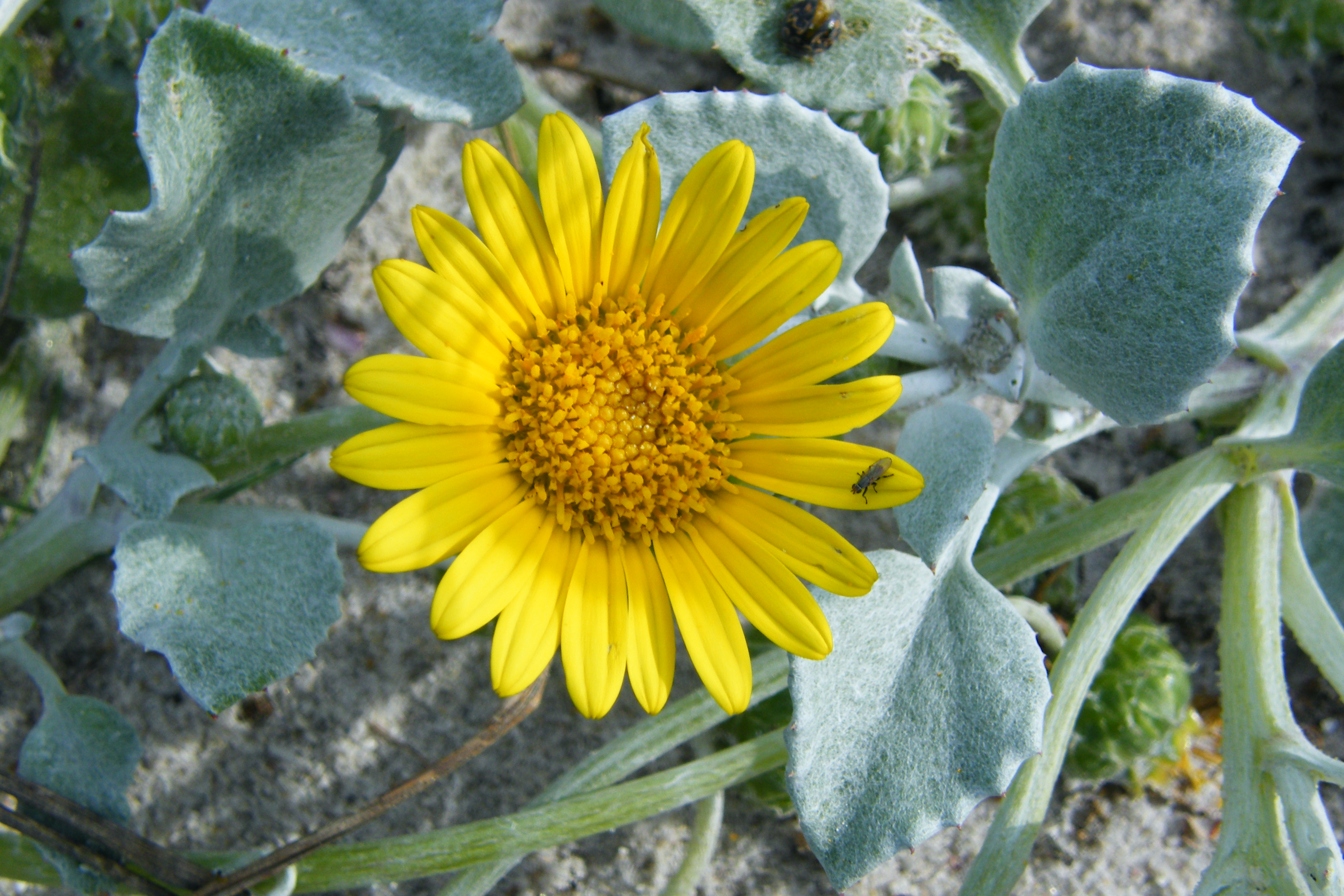
Arctotheca populifolia
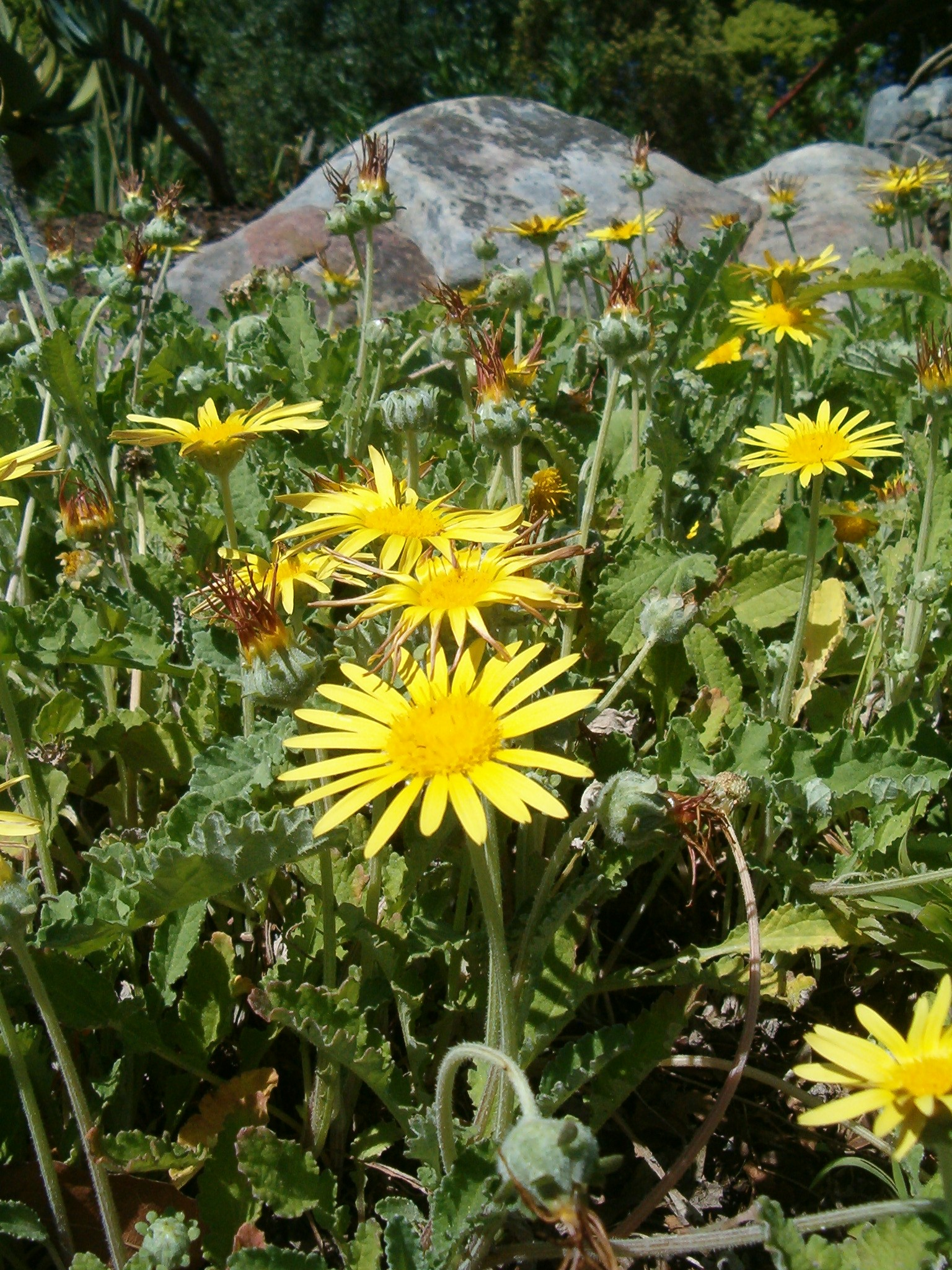
Arctotis arctotoides
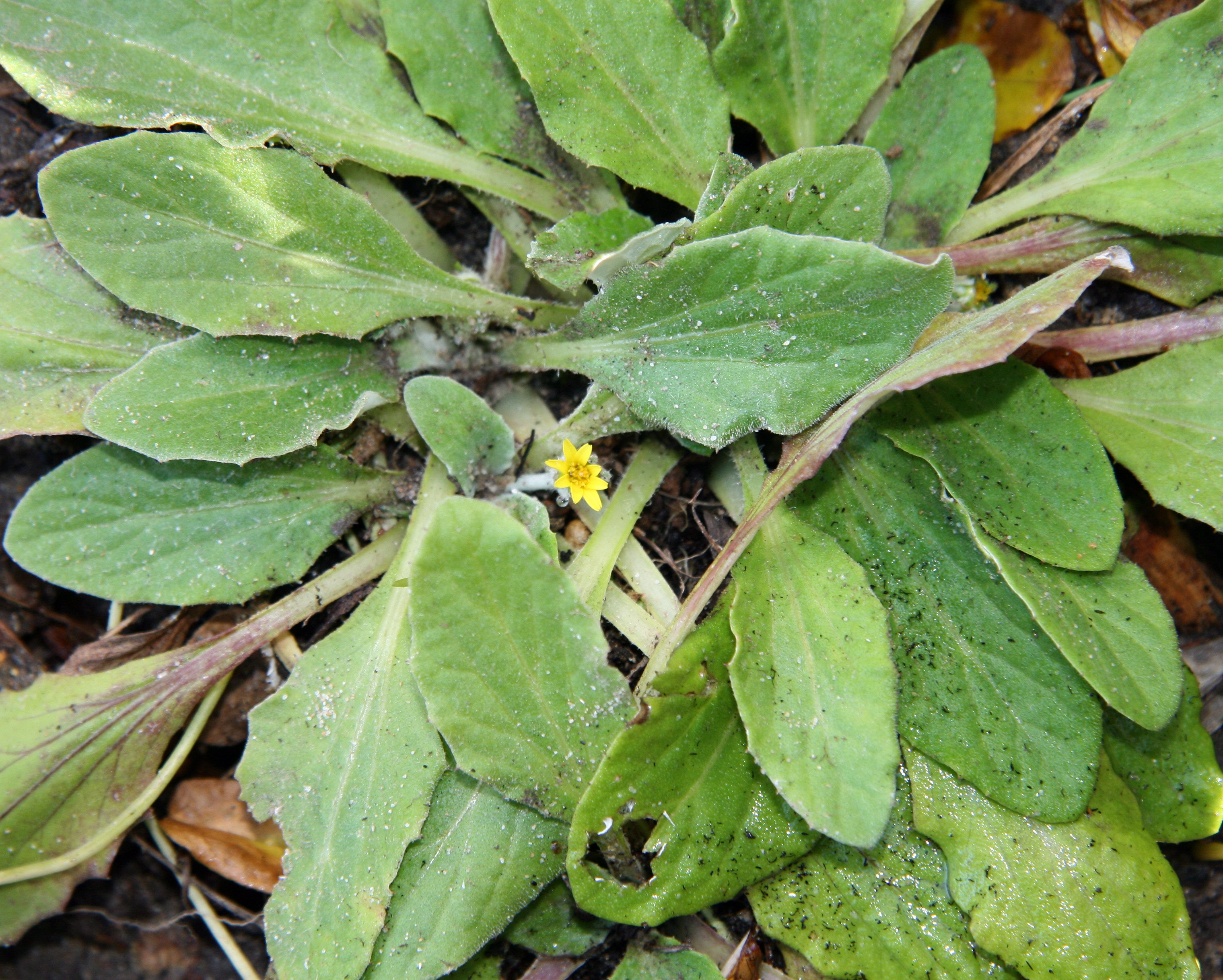
Cymbonotus lawsonianus
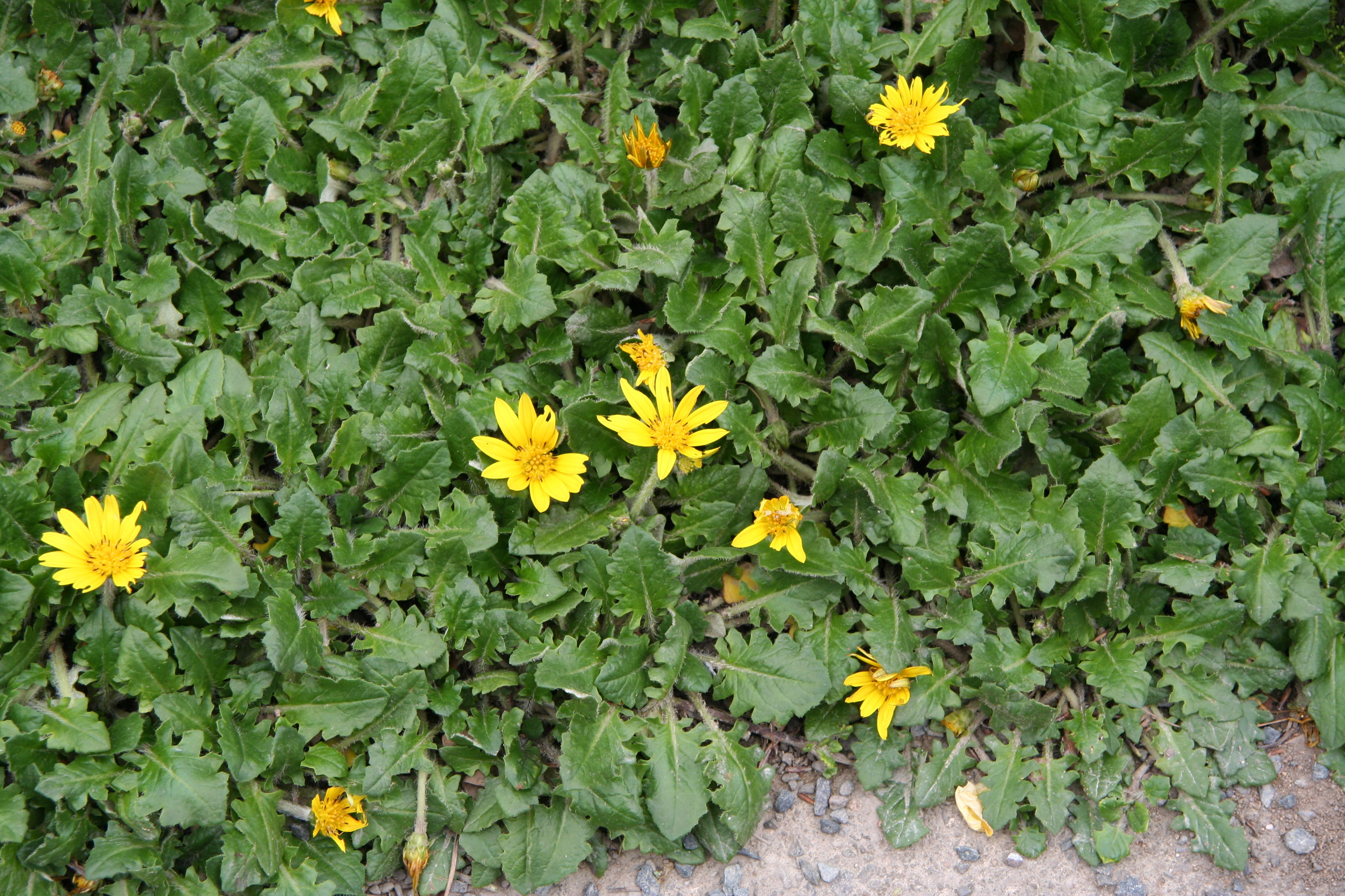
Haplocarpha cheilanthifolia